# براونزویل (فلوریدا)
براونزویل (به انگلیسی: Brownsville) یک منطقهٔ مسکونی در ایالات متحده آمریکا است که در شهرستان میامی-دید، فلوریدا واقع شده‌است. براونزویل ۵٫۹ کیلومتر مربع مساحت و ۱۴٬۳۹۳ نفر جمعیت دارد و ۳ متر بالاتر از سطح دریا قرار دارد.